# Langues kwaleanes
Les langues kwaleanes sont une famille de langues papoues parlées dans le sud-Est de la Papouasie-Nouvelle-Guinée.

## Classification
Les langues kwaleanes sont pour Malcolm Ross un des membres des langues papoues du Sud-Est qui regroupent plusieurs familles de langues du Sud-est de la Papouasie et qu'il inclut dans la famille hypothétique des langues de Trans-Nouvelle Guinée. Haspelmath, Hammarström, Forkel et Bank rejette cette proposition par manque de preuves concluantes et laissent aux langues kwaleanes leur statut de famille de langues à part entière.

## Liste des langues
Les langues kwaleanes sont les suivantes :
- groupe humene-kwale
  - humene
  - uare
- mulaha